# Adresse postale
Pour les articles homonymes, voir Adresse.

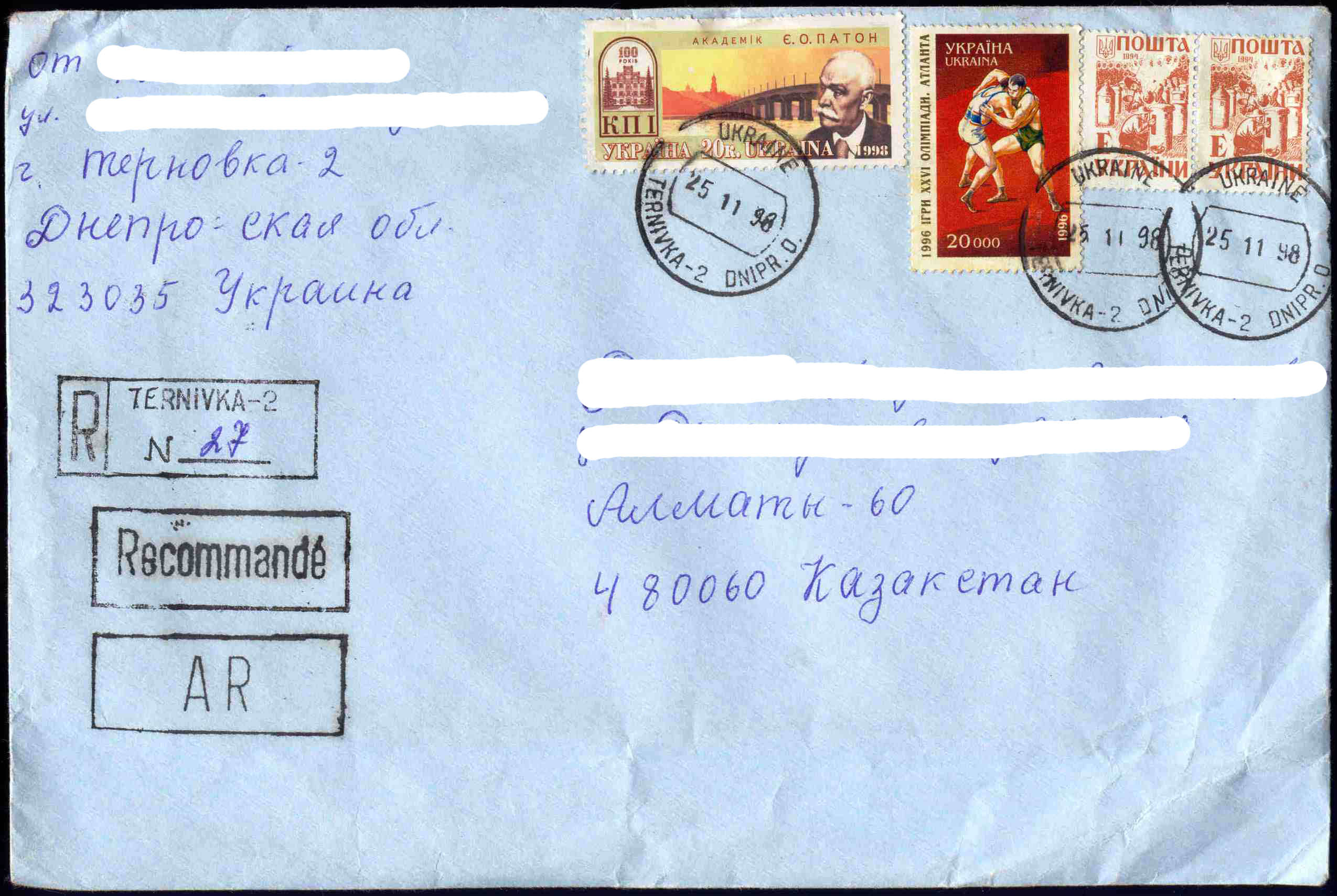
Lettre postée d'Ukraine en 1998.

L’adresse postale ou adressage est la localisation complète du destinataire d'un courrier. Elle est inscrite sur l'enveloppe par l'expéditeur du courrier et permet à l'entreprise postale d'acheminer et de distribuer ledit courrier.
Les adresses postales répondent à des normes de présentation propres à chaque pays.

## Remarques générales
L’adresse est généralement écrite au centre-droit de l’enveloppe. Le timbre postal est collé sur sa partie supérieure droite.
Lors du traitement automatique du courrier, une machine lit l’adresse et la convertit en un code-barres. Le code-barres est ensuite utilisé par les machines pour acheminer le courrier.
Chaque entreprise postale a défini ses propres règles d'adressage.
En Europe continentale, le numéro de la rue se place après la rue. C'est le cas de tous les voisins continentaux de la France (Benelux, Allemagne, Suisse, Italie, Espagne), en Scandinavie, dans tous les pays de l'Est (par exemple ex-Yougoslavie, Pologne, Russie, etc.), au Portugal, etc.
En France, au Royaume-Uni, en Irlande comme dans les États issus des empires britannique et français, le numéro se place avant la voie.
Lorsque le courrier est posté à destination de l'étranger, le nom du pays est ajouté à l'adresse en lettres capitales. L'Union postale universelle indique que « la partie de l’adresse qui indique le pays de destination est régie par les recommandations du pays d’origine, alors que le reste de l’adresse est soumis aux recommandations du pays de destination ».

## Allemagne
En Allemagne, le code postal est devant le nom de la localité. Cependant, le numéro de l'habitation se trouve à la fin de l'adresse (comme dans tous les pays d'Europe continentale sauf la France), tandis que le complément d’adresse (non obligatoire) est toujours placé en seconde ligne, avant l’adresse elle-même.
Exemple d'adresse allemande :
Firma ABC
Kundendienst
Hauptstraße 5
01234 Musterstadt

## Australie

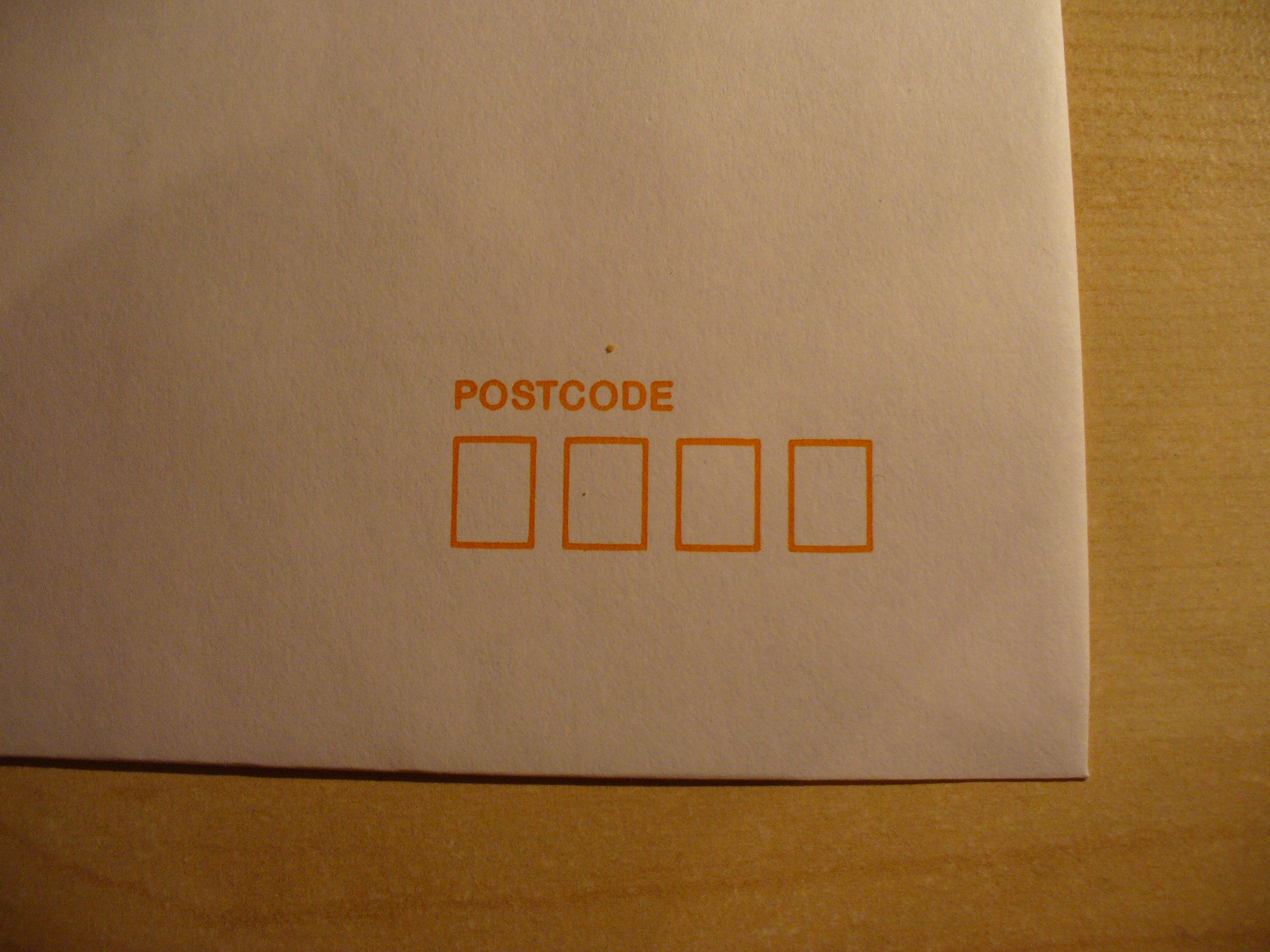
La plupart des enveloppes australiennes ont des cases orange préimprimées pour indiquer le code postal à quatre chiffres.

En Australie, le code postal (postcode) comprend quatre chiffres, et se place à la fin d'une ligne commençant par le nom de la ville et du sigle de l’État. Le premier (ou les deux premiers) chiffre(s) du code postal permettent généralement d'identifier l'État dans lequel se trouve la ville. La plupart des enveloppes et cartes postales australiennes ont des cases orange pré-imprimées pour indiquer le code postal à quatre chiffres.
Le numéro de l'habitation se place en début de ligne, avant la rue.
Exemple pour une adresse australienne :
John Smith
30 Essex St
Pascoe Vale, VIC 3044
L'indication VIC, ainsi que le fait que le code postal commence par 3, indiquent que la ville, Pascoe Vale, se situe dans l'État de Victoria.

## Belgique
De manière générale, l’adresse commence par l’information la plus spécifique (identification individuelle du destinataire) et se termine par l’information la plus générale (code postal et localité pour le courrier national ou le pays pour le courrier international). Toutefois, la différence notable avec le système français est qu'en Belgique, le numéro de l'immeuble se place après le nom de la rue et non avant.
L’information spatiale d’une adresse physique (bâtiment, aile, cage d’escalier, étage et porte) peut être utile pour déterminer le trajet interne de distribution, mais elle n’est pas autorisée dans la ligne d’emplacement du point de livraison (contenant type et nom de rue + numéro + numéro de boîte). En cas de besoin, cette information apparaîtra dans une ligne précédant la ligne d’emplacement du point de livraison.
Le numéro de boîte est distinctement séparé du numéro de maison (bâtiment) par la mention « boîte » ou son abréviation « bte ».
Exemple d’une adresse postale correctement formatée :
| Éléments de l'adresse                           | Exemple                    |
| ----------------------------------------------- | -------------------------- |
| Nom du destinataire                             | M. Pierre Boulanger        |
| Fonction/département (optionnel)                | Directeur, Dpt Qualité     |
| Organisation (si d’application)                 | Acme SA                    |
| Informations de répartition (si applicable)     | bloc A - étage 4 - porte 6 |
| Type et nom de rue + numéro + numéro de boîte   | rue du Vivier 7C bte 5     |
| Code postal + localité                          | 1000 Bruxelles             |
| Pays (seulement pour courrier trans-frontalier) | Belgique                   |

Les normes d’adressages belges sont enregistrées auprès de l’Union postale universelle (UPU). Ces normes décrivent précisément la manière dont les éléments de l’adresse se combinent pour obtenir une adresse correctement formatée.
Sur son site, bpost, le service postal belge, reprend l’ensemble des règles qui permettent d’adresser un courrier correctement. En effet, le formatage d’une adresse ne se limite pas seulement à la structure des éléments de l’adresse mais prend également en compte le positionnement de l’adresse ainsi que son contenu. Il est également possible de soumettre une adresse et d'en obtenir un retour d'un point vue contenu et format.

## Brésil
La première ligne contient le nom et le prénom du destinataire. La seconde ligne donne le nom de la rue, suivie du numéro. Le nom du quartier apparaît à la fin de la seconde ligne ou sur la troisième ligne. L'avant dernière ligne contient le nom de la ville et l'indicatif de l'état (par exemple MG pour Minas Gerais), en majuscule. La dernière ligne donne le code postal (noté CEP), qui est un numéro à huit chiffres.
Marina Costa Fereira
Rua Alfonso Camargo, 850
Jardim Paraiso
Guarapuava - PR
85070 - 200

## Canada
Au Québec, l'adresse postale s'écrit le plus souvent selon les recommandations de l'Office québécois de la langue française :
Monsieur Philippe Couillard
Premier ministre du Québec
Édifice Honoré-Mercier, 3e étage
835, boul. René-Lévesque Est
Québec (Québec)  G1A 1B4
Le reste du pays suit les directives d’adressage établies par Postes Canada :
JUSTIN TRUDEAU
OFFICE OF THE PRIME MINISTER
80 WELLINGTON ST
OTTAWA ON K1A 0A3
Remarque : le numéro d'appartement est très souvent mis sur la même ligne que celle présentant la rue. Il précède alors le numéro municipal dont il est séparé par un trait d'union (-) sans aucun espace de chaque côté de ce signe. Pour une personne habitant l'appartement 10 situé au 123 rue Main, on aura :
CLAUDE UNTEL
10-123 RUE MAIN
MONTRÉAL QC H3Z 2Y7

## États-Unis
Aux États-Unis, le code postal est le code ZIP (ou zip code). Comprenant cinq chiffres, il se place à la fin d'une ligne commençant par le nom de la ville, précédé du nom ou du sigle de l’État.
Exemple pour une adresse américaine :
```
Jeremy Martinson
455 Larkspur Dr.
California Springs, CA 92926
```

Autre exemple :
```
Waterways
4746 SW 13th Place, Deerfield Beach, Florida 33442
```

Parfois, il est possible d’utiliser un code ZIP+4, utilisant quatre chiffres supplémentaires séparés des cinq chiffres de base par un trait d'union obligatoire. Cependant, son utilisation n’est que facultative.

## France

### Recommandations de La Poste
En France, selon les recommandations de La Poste, elle se compose en principe :
- du nom du destinataire du courrier (nom de personne physique, nom d’entreprise, etc.) ;
- de mentions complémentaires (comme l’appartement, l’étage, l’escalier, « chez… »…) ;
- le cas échéant du bâtiment ou de la résidence ;
- du numéro dans la voie (éventuellement suivi d’un complément de numéro tel bis, ter, quater, etc.) immédiatement suivi (sans virgule[9]) du type de voie (rue, avenue, etc.) et du nom de celle-ci ;
- le cas échéant du nom de la commune déléguée (dans le cas d'une commune nouvelle), du hameau ou du numéro de boîte postale ;
- du code postal (ou du code cedex) de 5 chiffres sans séparation suivi du nom de la commune en lettres capitales.

La Poste demande en outre de ne pas accentuer les lettres capitales, bien que le fait de ne pas accentuer les capitales et d'écraser la casse soient critiquées par l’Académie française. La norme Afnor NF Z 10-011 du 19 janvier 2013, à la base des recommandations de La Poste, précise que la sixième ligne qui donne le code postal et le nom de la localité de destination, ne doit comporter que des chiffres et des lettres capitales, recommandations assimilées à un « massacre orthographique des toponymes » par Jean-Pierre Lacroux (1947-2002). Les lignes 4, 5, 6 ne doivent comporter que des lettres, des chiffres ou des espaces à l'exclusion de tout autre signe ou caractère (virgules, tirets, etc.). Rien n’est imposé pour les lignes 1, 2 et 3 qui peuvent comporter tous les signes typographiques et diacritiques, y compris combinaison de minuscules et de majuscules. L’adresse doit être écrite sur six lignes au maximum (sauf envois à l’étranger où le pays de destination prendra place sur la septième), alignées à gauche. Chaque ligne se compose de 38 caractères maximum, espaces comprises. On n'abrège que si les informations dépassent les 38 caractères. Les abréviations sont normalisées selon les types de voies, les types autres que les voies (civilité, type d'immeuble), et selon les formes juridiques de sociétés.
Mais la Poste et les routeurs, par commodité et pour des raisons d'efficacité, formatent l'ensemble de l'adresse et vont au-delà de la norme : tout en capitales, sans signe parasite tel qu'accent, ligature, cédille et signe typographique autre que les lettres ; pas d'italique ni de souligné ; pas de virgule entre code postal et nom de la localité d'envoi correspondante (pour une raison de tri informatique plus rapide et efficace).

### Exemples
Exemple d'adresse postale de particulier :
```
Lea GOLDBERG
11 Allee des Roses
59370 MONS en BAROEUL
```

Exemple d'une adresse en boîte postale dans la même commune :
```
DURAND SARL
11 ALLEE DES ROSES
BP 77
59370 MONS en BAROEUL
```

Exemple d'une adresse en boîte postale dans une commune différente :
```
Dupond SA
Service comptable
52 RUE DES JONQUILLES
BP 77 BELLEVILLE
99123 VILLENOUVELLE
```

Si la mention du Cedex doit être indiquée après le nom de la commune, elle doit donc être écrite « CEDEX ».
Exemple d’une adresse postale d’entreprise avec CEDEX :
```
Société Dupond
Pierre Berger, directeur commercial
Bâtiment A
44 RUE DES FACTEURS
87160 ARNAC LA POSTE CEDEX 7
```

### CIDEX

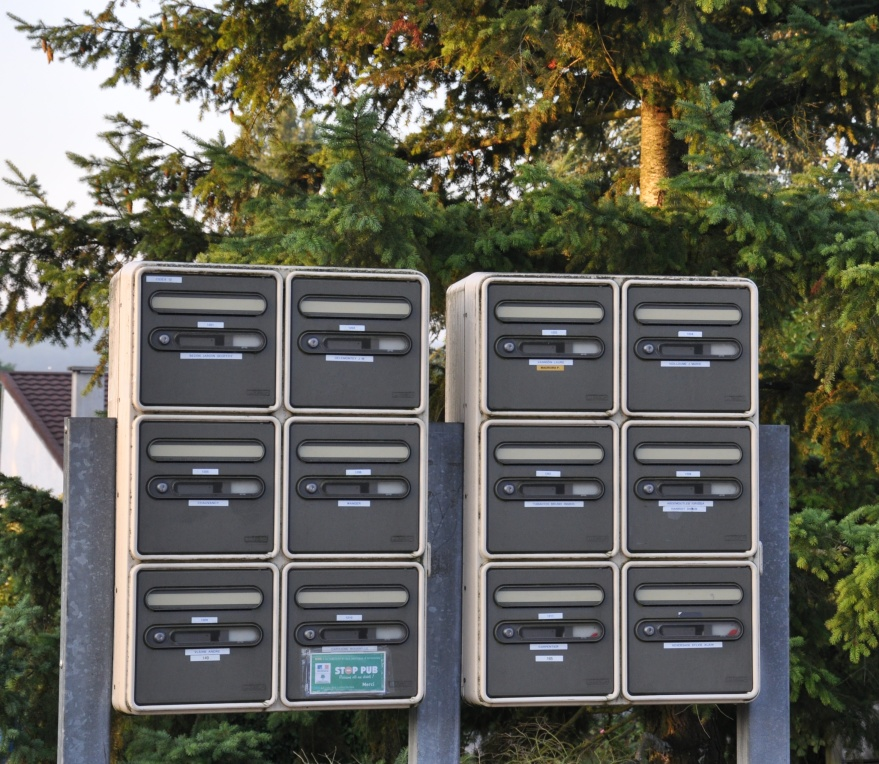
Un CIDEX, groupement de boîtes aux lettres en France.

Dans certains cas, l’adresse peut comporter un CIDEX (acronyme pour « courrier individuel à distribution exceptionnelle »), qui correspond à un groupement de boîtes aux lettres, notamment pour la distribution du courrier en campagne ou dans certains lotissements. L’objectif est de permettre au facteur de desservir en un seul arrêt plusieurs boîtes aux lettres et de gagner du temps sur sa tournée. Le modèle rural a par la suite été étendu aux grands ensembles et aux zones pavillonnaires. De 80 000 foyers en 1972, on est passé à 780 000 en 2008, correspondant à 140 000 CIDEX installés.

### Cas des envois à destination de l'étranger
Les recommandations officielles de La Poste indiquent qu'une lettre postée à destination de l'étranger doit faire mention en français du nom du pays de destination à la dernière ligne de l'adresse.
```
Ms S. Pollard
1 Chapel Street Heswall
BOURNEMOUTH
BH1 1AA
ROYAUME-UNI
```

## Madagascar
À Madagascar, l'écriture de l'adresse dépend du lieu. Lorsque les voies urbaines portent des noms, comme c'est parfois le cas dans les grandes villes, ils sont alors utilisés dans l'adresse. Le code postal, composé de trois chiffres, repose sur les anciennes divisions administratives du pays. Le premier chiffre est celui du faritany et les deux suivants ceux du fivondronampokontany.
L'ordre de construction est le suivant : d'abord le nom du destinataire pouvant être précédé d'un titre d'appel alors sur une ligne au-dessus. Ensuite, sur la deuxième ligne, le numéro du lotissement et si un nom est donné l'endroit où il se trouve, qui peut être une parcelle, une cité, etc. Sur la troisième ligne, ou à la suite sur la deuxième ligne, le nom du quartier de la ville ou du village ou hameau de la commune et finalement sur la dernière ligne le code postal suivi du nom de la firaisana. Voici un exemple :
```
Monsieur
Jacques Razafinandriantsimanehibe
Lot 4b, Amboangibe
Sambava 211
```

## Pologne
Une adresse postale standard en Pologne peut se composer des éléments suivants :
1. nom du destinataire (personne physique, précédé éventuellement de l'abréviation Sz. P. ou WP. signifiant M., Mme ou M. et Mme, ou nom d'entreprise ou d'administration, etc.) ;
2. nom de la rue suivi du numéro dans la voie et le cas échéant du numéro d'appartement ou de local précédé de l'abréviation m. ou lok. ou d'une barre oblique (en Pologne les boîtes aux lettres ne portent que le numéro de l'appartement et sont dépourvues d'indications sur le nom du destinataire) ;
3. boîte postale (ou mention « Poste restante ») ;
4. code postal (5 chiffres au format XY-ABC)[20], suivi du nom de la commune et le cas échéant d'un numéro complémentaire ;

- pour une localité comportant des noms de rue :

```
Janina Nowak
ul. Cicha 132 m. 16
62-200 GNIEZNO
Pologne
```

- pour une localité sans nom de rue :

```
Jan Nowak
Mnichowo 132
62-200 MNICHOWO
Pologne
```

- pour une adresse avec boîte postale :

```
Anna Kowalska
skr. poczt. 123
00–950 WARSZAWA 1
Pologne
```

## Portugal
Au Portugal, selon les recommandations des CTT Correios (opérateur postal national du Portugal), il est nécessaire d'indiquer dans l'adresse postale les éléments suivants.

### Adresse postale sans boîte postale
- Le nom du destinataire,
- le type et le nom de la voie, immédiatement suivis des compléments d'adresse tels que numéro de rue, de lotissement, de bâtiment, d'étage, d'appartement, etc. ;
- le nom du quartier, de la zone, ou de l'endroit ;
- le numéro de la boîte aux lettres individuelle, CCI[Quoi ?], s'il existe ;
- le code postal sur 7 chiffres, selon un format ABCD-XYZ, suivi du nom de la localité.

Voici un exemple :
```
PEDRO DA PONTE
RUA ALFREDO GUIMARÃES, 230
4800-407 GUIMARÃES
```

### Adresse postale avec boîte postale
- Le nom du destinataire,
- la mention « APARTADO » et le numéro de la boîte postale ;
- le nom de l'entité postale, soit dépôt postal « Estação de Correios », abrégé EC, soit centre de distribution postale « Centro de Distribuição Postal », abrégé CDP ;
- le code postal sur 7 chiffres au format ....-... et la localité.

Voici un exemple :
```
PATRÍCIA MARTINS
APARTADO 42024
EC TELHEIRAS
1601-801 LISBOA
```

### Normes de rédaction

#### Lignes et caractères
- Rédaction de l'adresse postale sur six lignes maximum ;
- les lignes vierges sont fortement proscrites ;
- rédaction de préférence en caractères majuscules, toujours accentués selon les règles orthographiques portugaises ;
- utiliser uniquement les caractères de A à Z, avec ou sans accents, de 0 à 9. Les autres caractères tels les traits d'union et virgules sont formellement interdits[réf. nécessaire].
- Le type et le nom de voie ainsi que les références du logement doivent tenir sur 6 lignes de 38 caractères. Les compléments d'adresse s'organisent du plus général au plus particulier.

#### Abréviations
Il est recommandé de ne pas utiliser d'abréviations, toutefois celles-ci peuvent être nécessaires. Afin que les abréviations puissent être lues et comprises certaines règles sont à respecter :
- les types de voies peuvent être abrégés.
- Les particules patronymiques peuvent être supprimées (de, da, das, do, dos).
- Les titres de personnes peuvent être abrégés ou supprimés.
- Pas de point après les abréviations. Celles-ci doivent être terminées par des espaces.
- Les noms des rues ou des localités ne doivent pas être abrégés s'ils comportent moins de trois mots (sauf si l'un des mots est un titre de personne).
- Le premier mot et le dernier mot des noms des rues ou des localités ne doivent jamais être abrégés (sauf si l'un des mots est un titre de personne). Les mots intermédiaires peuvent être abrégés. On utilise dans ce cas leur première initiale uniquement. Celle-ci doit être terminée pas une espace et non pas par un point.

#### Code postal
Le format du code postal a changé en 1998. Dorénavant il est composé de 7 chiffres séparés en deux groupes : un de 4 chiffres d'une part et un autre de trois chiffres d'autre part. Le format de présentation est «....-...». Le trait d'union entre les deux groupes de chiffres est obligatoire. Les quatre premiers chiffres désignent la zone postale, les trois derniers chiffres, désignent les voies ou les lieux-dits.
Les codes postaux à 4 chiffres par conseils sont disponibles en lignes au format PDF sur le site des CTT.
Un service en ligne gratuit permet d'identifier le nouveau code postal à 7 chiffres. Ce service est disponible sur le site des CTT.

#### Subdivisions du Portugal
Afin de connaître les districts et conseils du Portugal, voir l'article subdivisions du Portugal.

#### Positionnement de l'adresse
En règle générale, les marges à respecter sur les enveloppes sont les suivantes :
- le bloc d'adresse mesure au maximum 130 mm de large. Il est situé à :
  - 40 mm du bord supérieur de l'enveloppe,
  - 10 mm du bord droit de l'enveloppe,
  - 15 mm du bord inférieur de l'enveloppe ;
  - une marge de 20 mm doit être laissée vierge de tout élément à sa gauche.
- La zone de timbrage mesure au maximum 74 mm de large et 40 mm de hauteur. Elle est située dans le coin supérieur droit de l'enveloppe.
- Les nom et adresse de l'expéditeur peuvent être écrits dans le coin supérieur gauche de l'enveloppe, dès lors qu'ils n'empiètent pas sur les autres marges.
- Une zone d'écriture libre est utilisable sous le bloc de l'expéditeur dès lors qu'elle n'empiète pas sur les autres marges. Cette zone est utilisée généralement pour porter les mentions d'expédition urgente ou autre(s).

## Royaume-Uni
Au Royaume-Uni, le code postal est placé toujours en dernière ligne après celle du nom de la ville de destination.
Exemple d'adresse britannique :
```
Mr John Smith
1 Vallance Road
Bethnal Green
LONDON
E2 1AA
```

## Russie
En règle générale, l'adresse doit être rédigée de la façon suivante :
- nom du destinataire dans l'ordre suivant : nom (patronyme), prénom, ou nom de l'organisme ;
- nom de la rue suivi : du numéro du bâtiment dedans, suivi du numéro de l'appartement (en Russie, les boîtes aux lettres ne portent que le numéro de l'appartement et sont dépourvues d'indications sur le nom du destinataire) ;
- indication sur le lieu-dit, le quartier, le village, etc. ;
- nom du sujet fédéral (république, oblast, kraï, etc.) ;
- nom du pays (il est de coutume de l'écrire même s'il s'agit d'un envoi "domestique") ;
- numéro de boîte postale ;
- code postal (les premiers trois chiffres indiquant la ville, les trois suivants indiquant la rue).

Le nom de l'émetteur s'écrit en haut à gauche du recto de l'enveloppe (à la différence de la plupart des pays, où il s'écrit au verso).
Exemple pour Moscou,
en alphabet cyrillique :
```
Пьянков Андрей Сергеевич
ул. Лесная, д. 5, кв. 176
Москва
Россия
125075
```

ou, en alphabet latin :
```
Andrei Sergeevich P`yankov
ulitsa Lesnaya, 5, kv. 176
Moscow
Russie
125075
```

Exemple pour un petit village,
en alphabet cyrillique :
```
Пьянков Андрей Сергеевич
ул. Ореховая, д. 25
пос. Лесное
Алексеевский р-н
Воронежская обл.
Россия
247112
```

ou en alphabet latin :
```
Andrei Sergeevich P`yankov
ulitsa Orehovaya, 25
Lesnoe
Alekseevsky raiyon
Voronejskaya oblast
Russie
247112
```

## Suisse
En Suisse, le numéro postal d'acheminement (NPA) est un code postal composé de quatre chiffres et est placé devant le nom de la ville de destination. Le numéro de l'habitation se trouve en revanche après le nom de la rue (à l'instar de tous les pays d'Europe continentale, à l'exception de la France),.
Exemple :
```
Monsieur
Pierre Dupont
Rue Pépinet 10
1003 Lausanne
```

## Directives européennes, nouvelle approche
Les directives européennes, dans une nouvelle approche, imposent désormais l'indication de l'adresse postale sur le produit mis sur le marché, et ce pour renforcer sa traçabilité.
Le Guide bleu relatif à la mise en œuvre de la réglementation de l'Union européenne sur les produits en 2016 mentionne en effet que l'« indication sur le produit du nom et de l'adresse du fabricant (et de l'importateur, dans le cas de produits importés) constitue une exigence fondamentale en matière de traçabilité. En cas de besoin, elle permet aux autorités de surveillance du marché de prendre rapidement contact avec l'opérateur économique responsable de la mise sur le marché de l'Union d'un produit dangereux ou non conforme. »